# Khachig Oskanian
Khachig Oskanian est un écrivain et journaliste pour le journal New York Herald. Il est l'un des premiers colons arméniens installés aux États-Unis,.

## Biographie
Khachig Oskanian est arrivé aux États-Unis en provenance de Constantinople en 1834,. Il est d'abord venu aux États-Unis pour poursuivre des études supérieures. Dennis Papazian pense qu'Oskanian a très probablement été envoyé aux États-Unis par des missionnaires chrétiens. Oskanian a étudié au City College of New York. Il devint finalement journaliste pour le New York Herald. Dans ses articles, Oskanian a exhorté les Arméniens à quitter l'Empire ottoman et à s'installer aux États-Unis. Sa résidence est devenue un lieu de rassemblement important pour de nombreux immigrants arméniens.
Khachig Oskanian est devenu président du New York Press Club (en) et a été consul de Turquie à New York. Il a toujours exprimé son désir d'établir une forte colonie arménienne en Amérique et l'a baptisée New Ani.